# Reinhart Dozy
Reinhart Pieter Anne Dozy (1820-1883) fou un arabista neerlandès, fill d'una família d'hugonots francesos emigrats el 1647.

## Biografia
Els avantpassats de Dozy, establerts als afores de la ciutat de Valenciennes, van emigrar, fugint la intolerància catòlica, al comtat d'Holanda en revocar-se l'Edicte de Nantes.
Reinhart va néixer el 21 de febrer de 1820 a Leiden, fill de Sara Maria van Lelyveld i el metge François Jacques Dozy. Sa mare morí quan tenia nou anys. Va anar a l'escola a Hattem on el seu tutor J.J. de Gelder va preparar el nen precoç als estudis superiors. Ja d'adolescent era a més del neerlandès, fluent en francès, alemany i anglès. De Gelder també li va ensenyar elements d'àrab.
Va començar els estudis a la Universitat de Leiden el 1837, on es va doctorar el 1844. Allà va ser també professor d'història des de 1850 i professor titular des de 1857. Especialista en els assentaments musulmans d'occident, els seus estudis sobre el Cid i els regnes de Taifes de Sevilla van constituir una gran aportació per a la historiografia hispànica. Les seves principals obres són Investigacions sobre la història política i literària d'Espanya durant l'edat mitjana (1849) i Història dels musulmans d'Espanya fins a la conquesta d'Andalusia pels almoràvits, publicada el 1861.

## Obres
- Histoire des musulmans d’Espagne : jusqu’à la conquête de l’Andalousie par les Almoravides (Leiden, 2a ed., 1881).
- Scriptorum Arabum loci d'Abbaditis (Leiden, 1846-1863, 3 volums).
- Edició d'Ibn-Adhari Història d'Àfrica i Espanya (Leiden, 1848-1852, 3 volums)
- Dictionnaire détaillé des noms des vétements chez les Arabes (Amsterdam, 1845)
- Histoire des Mussulmans d'Espagne, jusqu'à la conquéte de l'Andalousie par les Almoravides 711-1110 (Leiden, 1861; 2a ed. 1881)
- Recherches sud l'histoire et la littérature de l'Espagne pendant le moyen âge (Leiden, volums, 1849; 2a i 3a ed., completament reeditada, 1860 i 1881).
- Supplément aux dictionnaires arabes (Leiden, 1877-1881, 2 volums)
- Glossaire des mots espagnols et portugois, dérivés de l'Arabe, editat amb el doctor W. H. Engelmann de Leipzig (Leiden, 1866; 2a ed., 1868).
- Edició d'Ahmed Mohammed al-Maqqari, Analectes sur l'histoire et la littérature des Arabes d'Espagne (Leiden, 1855-1861, 2 volums)
- Amb el seu amic i successor, Michael Jan de Goeje, va editar al-Idrisi, Description de l'Afrique et de l'Espagne (1866) i Calendrier de Cordoue de l'année 961; texte arabe et ancienne traduction latine (Leiden, 1874).
- Het Islamisme (Haarlem, 1863, 2a ed., traducció francesa: 1880)
- D'Israelieten te Mekka Haarlem, 1864).